# Natalya Lisovskaya
Natalya Lisovskaya (em russo:  Наталья Лисовская; Alegazy, 16 de julho de 1962) é uma antiga atleta soviética, entre outros campeã olímpica em arremesso de peso pela União das Repúblicas Socialistas Soviéticas nos Jogos Olímpicos de Verão de 1988 em Seul.
Ela é casada com o arremessador de martelo Yuriy Sedykh e vive em Paris, França.